# Crassiglomella
Crassiglomella es un género de foraminífero bentónico de la subfamilia Neodiscinae, de la familia Neodiscidae, de la superfamilia Cornuspiroidea, del suborden Miliolina y del orden Miliolida. Su especie tipo es Glomospira guangxiensis. Su rango cronoestratigráfico abarca desde el Wordiense superior (Pérmico medio) hasta el Changhsingiense (Pérmico superior).

## Clasificación
Crassiglomella incluye a la siguiente especie:
- Crassiglomella guangxiensis †